# Mala Kozara, Dzerjînsk
Mala Kozara (în ucraineană Мала Козара) este localitatea de reședință a comunei Mala Kozara din raionul Dzerjînsk, regiunea Jîtomîr, Ucraina.

## Demografie
Componența lingvistică a localității Mala Kozara
     Ucraineană (98,74%)
     Alte limbi (1,27%)
Conform recensământului din 2001, majoritatea populației localității Mala Kozara era vorbitoare de ucraineană (98,74%), existând în minoritate și vorbitori de alte limbi.